# Denys le Chartreux
 (septembre 2017).
Si vous disposez d'ouvrages ou d'articles de référence ou si vous connaissez des sites web de qualité traitant du thème abordé ici, merci de compléter l'article en donnant les références utiles à sa vérifiabilité et en les liant à la section « Notes et références ».
Denys le Chartreux ou Denys de Ryckel - de son vrai nom Dionysius van Leeuw ou van Leeuwen (1402 à Ryckel dans le comté de Looz en actuelle Limbourg belge) - 12 mars 1471, chartreuse de Ruremonde, Pays-Bas) est un religieux prêtre de l'ordre des Chartreux, mystique, théologien et écrivain spirituel de renom. On le surnomma « le docteur extatique ». D'anciens martyrologes le citent comme bienheureux. Il est commémoré (régionalement) le 12 mars.

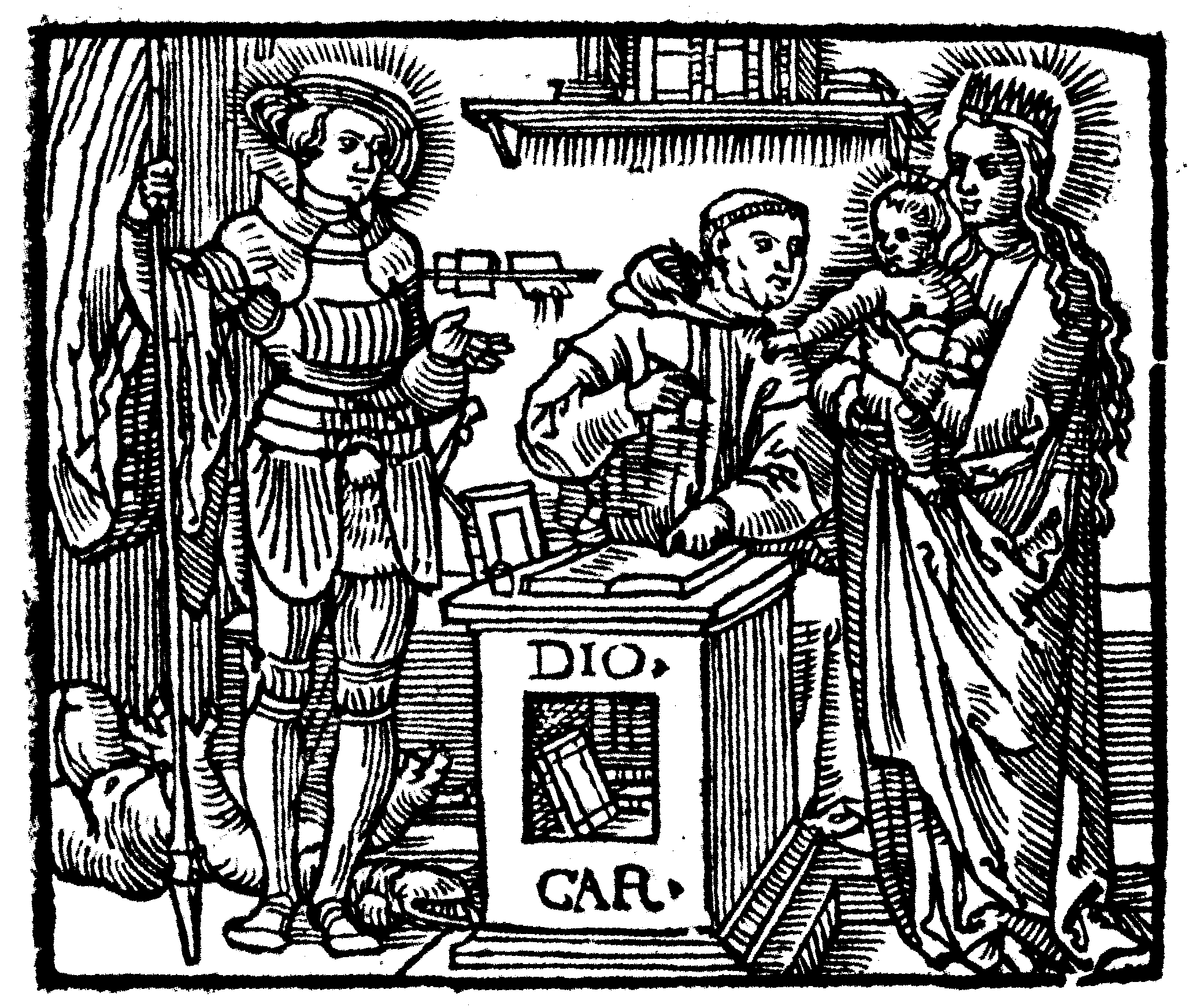
Denys le chartreux entre la Madone et saint Georges (gravure de 1532)

## Biographie

### Jeunesse et formation
Né de parents de condition modeste, Denys montre, très jeune, des dispositions pour l’étude. Il est de plus attiré par la vie religieuse. Sa première formation se fait comme élève (externe) de l’abbaye de Saint-Trond. Ses demandes d’admission dans un monastère chartreux sont refusées à cause de son jeune âge. Une crise spirituelle - une crainte maladive et débilitante de Dieu - s’apaise lorsqu’il se trouve, à l’âge de 13 ans, à l’école renommée des frères de la vie commune de Zwolle. Outre un désir plus ferme de vie religieuse, il y acquiert une bonne initiation à la philosophie. En 1421, sa demande d’admission chez les chartreux (de Zelem, près de Diest) est à nouveau refusée : il n’a pas les vingt ans requis. On lui conseille de poursuivre des études à l’université de Cologne : il y reçoit une formation thomiste. Nouvelle, mais courte, crise spirituelle (dont il parle dans ses écrits). En 1425, alors qu’il a entamé une carrière comme magister artium à Cologne, son souhait se réalise enfin : il est admis à la chartreuse de Ruremonde.

### Vie intérieure
Denys aime la solitude et sa vie intérieure s’approfondit : méditations de la Passion du Christ, prière du psautier, dévotion à la Vierge Marie, lutte contre le péché personnel, même le plus petit, pénitence physique (tout en insistant sur la discrétion en ce domaine). De sa vie chez les frères de la vie commune, il garde un grand attachement à la correction fraternelle. De cette époque il laisse un premier ouvrage donnant des détails sur la vie cartusienne : De vita et fine solitarii. Il considère que le genre de vie le plus élevé est celui qui combine la perfection de la vie contemplative à celui de la vie active (mais non pas n’importe quelle activité). En fait, comme moine chartreux, Denys est atypique.

### Écrivain

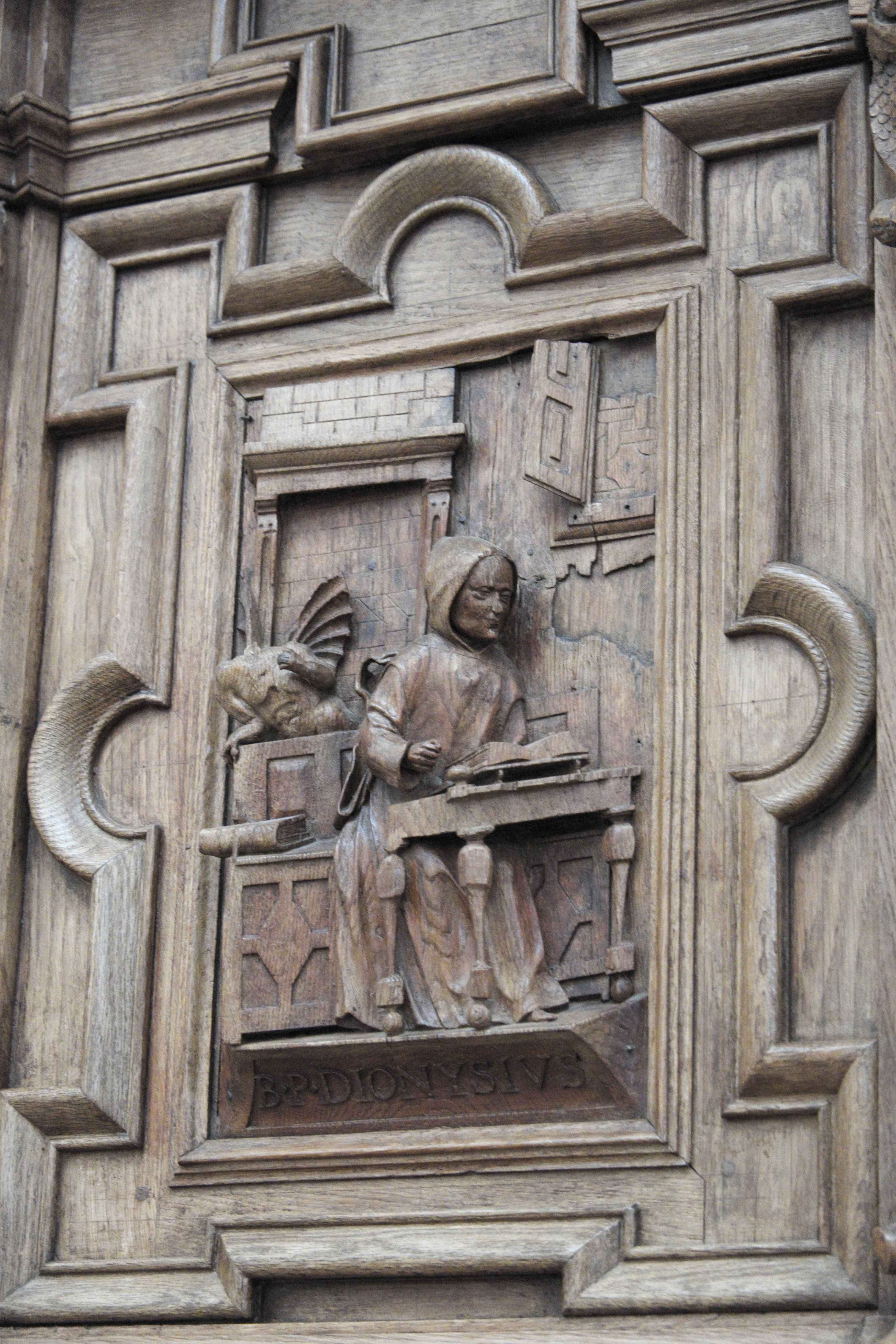
Denis le Chartreux, chaire de la cathédrale de Laon.

Vers 1430, il commence à écrire. Procureur de son monastère en 1433, il doit s’interrompre. Mais dès 1434 il reprend son travail et compose, de 1434 à 1440, une première série de commentaires scripturaires. Cependant dans l’ordre cartusien, cette activité est mal comprise et perçue comme contraire à la vocation cartusienne. Il doit s’interrompre et fait appel pour que la décision soit rapportée. Des années suivantes, 1441 à 1443, datent deux lettres dans lesquelles Denys décrit trois visions qu’il aurait eues. Il distingue les visions spirituelles d’autres dites « intellectuelles », prémonitoires de maux qui allaient bientôt accabler l’Église (en 1454 et 1461). Ses premiers biographes parlent de longues extases qu’il eut, surtout durant la messe conventuelle. Il continue à écrire, entre autres son traité sur De contemplatione. Mais il est de nouveau en froid avec les autorités de l’Ordre. En 1446, une enquête est ordonnée par le chapitre général des chartreux sur des « abus graves » que Denys, aurait commis avec d’autres. L’épisode n’est pas clair, mais il semble être blanchi et peut continuer son travail d’écrivain.

### Conseiller dans les affaires politiques
Grâce à ses écrits qui circulent, Denys a déjà une certaine notoriété. « Nombre de gentilshommes, de clercs et de bourgeois viennent le consulter dans sa cellule à Ruremonde où il ne cesse de résoudre doutes, difficultés et cas de conscience ». Il se trouve en relations fréquentes avec la maison de Bourgogne et sert de conseiller à Philippe le Bon. Le cardinal Nicolas de Cues, légat pontifical, le prend comme conseiller pour une mission de réforme religieuse de la région de la Meuse et du Rhin. À la demande du cardinal, il compose un Contra perfidiam Mahometi. Il se remet à ses travaux scripturaires qu’il achève en 1457 : l’ensemble comprendra 23 volumes de commentaires de tous les livres de la Bible, Ancien et Nouveau Testament. C’est également à cette époque qu’il compose des guides de réformes de vie personnelle destinés à différentes classes de la société.

### LeDoctor ecstaticus
Huizinga rapporte que « visions et révélations composent son ordinaire. (…) Personne n'a mieux connu l'angoisse des fins dernières ; l'attaque des démons au lit de l'agonisant est le sujet fréquent de ses sermons. Il converse constamment avec les défunts. Il reconnaît son père dans les flammes du purgatoire et le délivre. (…) Il a honte des extases qui lui viennent en toutes sortes d'occasions, surtout en entendant la musique, parfois au milieu d'une noble compagnie attentive aux paroles de sa sagesse ». C'est donc dire que tout son travail de méditation et de spéculation théologique « a été élaboré au milieu d'émotions intenses et de violentes secousses. « il ne connaît pas le repos. Chaque jour, il récite presque tout le psautier. En vaquant à ses occupations, en s'habillant et en se déshabillant, il prie. Après matines, il ne se recouche plus. Grand et robuste, il impose à son corps toutes les exigences et se nourrit de préférence d'aliments corrompus ».

### Dernières années
En 1465, une fondation se fait à Bois-le-Duc, Sainte-Sophie-de-Constantinople . Denys en est nomme le premier prieur en 1466. Cela ralentit son activité d’écrivain. Cependant cette fondation est un échec et Denys obtient d’en être déchargé (1469). Cela l’a physiquement usé. Il rentre malade à sa chère solitude de Ruremonde. Son dernier ouvrage le De meditatione date de cette année. Infirme, mais serein et recueilli, Denys le Chartreux meurt le 12 mars 1471.

## Œuvres
Denys le Chartreux est un écrivain prolifique. Ses écrits traitent de la foi chrétienne et de l’expérience religieuse dans des domaines connexes : commentaires scripturaires, traités sur la vie spirituelle, théologie et philosophie. Toutefois, la plupart de ses écrits sont des compilations. « Il résume, il conclut, il ne crée pas. Tout ce que les grands prédécesseurs ont pensé, il le reproduit dans un style simple et large». Il écrit en latin. Ses traités sont largement diffusés par la suite par la chartreuse de Cologne et son prieur, Pierre Blomevenna, qui les commente. Plusieurs de ses ouvrages ont été traduits en français et en néerlandais. Ses œuvres remplissent 42 volumes d’Opera omnia, publiées d’abord à Montreuil (1896-1901) et ensuite à Tournai (Belgique) (1902- 1913) : Doctoris ecstatici D. Dionysii cartusiani Opera omnia in unum corpus digesta. 

### Vue d’ensemble
- 14 volumes de commentaires sur tous les livres de la Bible.
- Des commentaires sur les théologiens les plus connus de son temps : le Pseudo-Denys, Pierre Lombard, Boèce, Jean Climaque.
- Un compendium de la Summa Theologica de Thomas d'Aquin.
- 21 écrits visant à réformer la vie chrétienne, personnelle, comme de la société et de l’Église.
- Des lettres (de réforme) adressées à des princes et personnages importants leur communicant les prémonitions reçues sur les calamités menaçant l’Église si elle ne se réforme.
- Un écrit polémique: Contra perfidiam Mahometi, et contra multa dicta Sarracenorum.

### Théologie mystique
Denys  le Chartreux souhaite conduire les âmes à la connaissance de Dieu par la contemplation. Ses écrits principaux relèvent de la théologie mystique. Ce sont ceux auxquels il donne le plus d’attention. Le De contemplatione, vers 1443, œuvre théologique, et son dernier ouvrage, le De meditatione, qui date de 1469, couronnement de sa vie d’écrivain (déjà physiquement fort diminué). À son plus haut niveau, la contemplation est connaissance négative de Dieu : l’âme arrive à l’union extatique avec Lui. Cela doit passer nécessairement par la connaissance positive de Dieu, Lui attribuant à un degré infini toute perfection découverte dans sa création : « O mon âme, tu peines beaucoup parce que tu penses à beaucoup de choses. Laisse là ces choses nombreuses et ne pense plus qu’à l’Unique et ainsi tu ne peineras plus sur beaucoup de choses. Et même, si tu veux, et si tu peux, ne pense à rien de créé et tu ne peineras plus du tout, mais tu seras oisive, te reposant, avec Dieu dans ce silence intérieur qui lui est agréable plus que toute ta peine et tous tes exercices. Choisis donc ce que tu veux, parce qu’il plaît à Dieu que tu restes oisive, nue, pure et libre de tout vice et de toute imagination, et que tu ne penses à rien et que tu ne te fixes sur rien. »

#### Édition complète
- Opera omnia, sous la direction des moines chartreux, 1896-1935, 44 vol.

#### Œuvres traduites en français
- De l'estroict chemin de salut (De perfecto mundi contemptu, trad. 1586, 1611
- De la munificence et libéralité de Dieu (De munificentia et beneficiis Dei), trad., 1588
- Petit traité de la méditation, trad. M. Tecxidor, Saint-Maximin, Vie spirituelle, 1922
- Livre de vie des récluses (vers 1450), trad. L.-A. Lassus, Éd. Beauchesne, 2003
- Chroniques de l'extase, Parole et silence, Paris, 2000, 182 p. Textes choisis par Christophe Bagonneau.
- Vers la ressemblance (textes de Denys le Chartreux), Éd. Parole et Silence, Paris, 2003.
- Le Miroir de l'âme pécheresse, Hachette, 2012, 112 p.
- De la vie et des mœurs des chanoines, Nabu Press, 2011, 256 p.
- La Vie et la fin du solitaire (De vita et fine solitarii), entre 1440 et 1445, trad. Michel Lemoine, et Éloge de la vie en solitude (De laude et commendatione vitae solitariae), entre 1455 et 1460, trad. Nathalie Nabert, Beauchesne, 2004, 234 p.

#### Études
- D. A. Mougel, Denys le Chartreux, 1402-1471. Sa vie, son rôle, une nouvelle édition de ses ouvrages, Montreuil-sur-Mer, 1896. lire en ligne, Bibliothèque numérique de l’École des chartes
- Anselm Stoelen : article Denys le Chartreux, dans Dictionnaire de spiritualité, vol. III, col. 430-449, Paris, Beauchesne, 1954.